# Léon Blum
Léon Blum (París, 9 de abril de 1872-Jouy-en-Josas, 30 de marzo de 1950) fue un político socialista francés y tres veces  ministro de Francia.
Léon Blum fue uno de los líderes de la Sección Francesa de la Internacional Obrera (SFIO) y presidente del Consejo. Fue jefe de gobierno en dos ocasiones, de 1936 hasta su dimisión en junio de 1937, y nuevamente de marzo a abril de 1938 como jefe del gobierno del Frente Popular. En 1946 fue presidente del último gobierno provisional de la República Francesa antes de instaurarse la IV República.
Sus reformas han representado importantes avances sociales (vacaciones pagadas, participación de la mujer en el gobierno, reducción de la jornada de trabajo, entre otras) y hoy en día es considerado como una de las grandes figuras del socialismo francés.

## Biografía

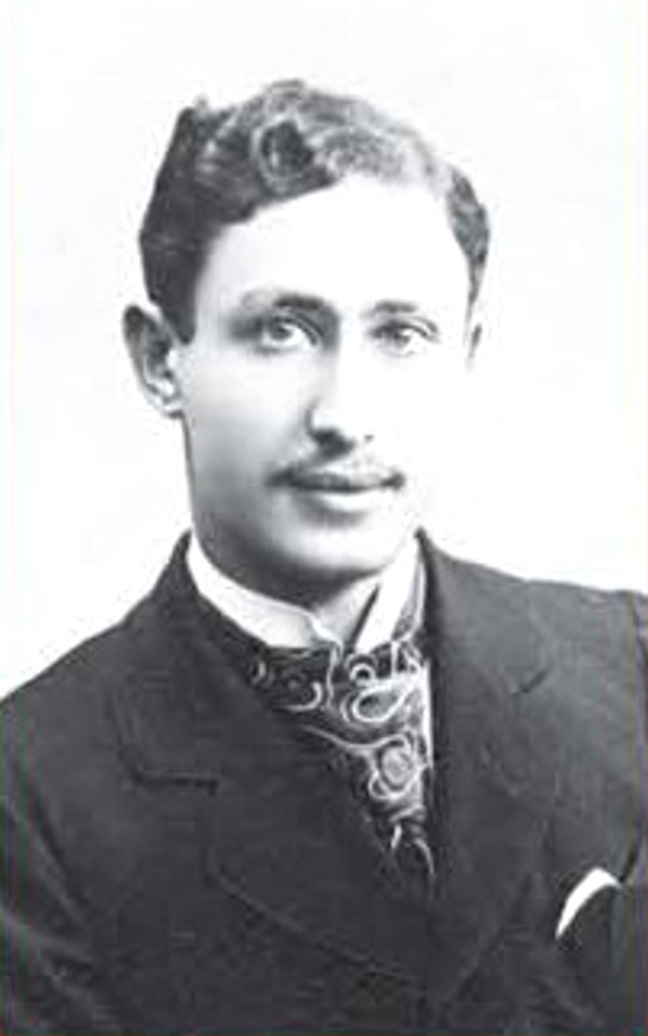
Un joven Blum hacia 1890, con alrededor de 18 años.

Nació en París en el seno de una familia judía de clase media. Su padre, Abraham, comerciante, nació en Alsacia y se mudó a París en 1848.  La madre de Blum, Adèle-Marie-Alice Picart, nació en París, pero su familia también era originaria de Alsacia. Blum provenía de una familia que se identificaba mucho con la república, y de niño asistió a los funerales públicos de defensores de los valores republicanos franceses como Léon Gambetta en 1882 y Victor Hugo en 1885.
Blum no era especialmente religioso, pero siempre estuvo muy orgulloso de ser judío y con frecuencia afirmaba su identidad judía cuando era objeto de insultos antisemitas.  Blum estaba más influenciado por las ideas racionalistas y anticlericales de la Ilustración francesa que por el judaísmo.
Estudió literatura y derecho en la Universidad de La Sorbona de París, y se graduó en 1891 y 1894, respectivamente. En 1895, a la edad de 23 años, entró a trabajar de auditor en el gobierno (Conseil d'État), donde realizó una carrera brillante de 25 años (sus contribuciones al derecho de la responsabilidad del Estado, por ejemplo, mantienen vigencia hasta la fecha). Dicha carrera se interrumpió solamente en 1916, cuando lo nombraron jefe de gabinete de Marcel Sembat, ministro socialista de Fomento.
Léon Blum siempre llevó en paralelo una carrera literaria. A los 17 años, había conocido al escritor André Gide con el que había fundado una revista literaria en la que publicaba sus poemas. A partir de 1892, sus críticas literarias en la prestigiosa Revue Blanche, le convierten en una figura renombrada en los ambientes literarios de principios de siglo.
Blum se sentía judío y francés, y llevaba ambas identidades con la misma naturalidad. Pronto fue víctima del antisemitismo, primero como crítico literario y luego, como parlamentario cuando sus discursos empezaron a tener un notable éxito, hecho que no le perdonaban los periódicos de extrema derecha.

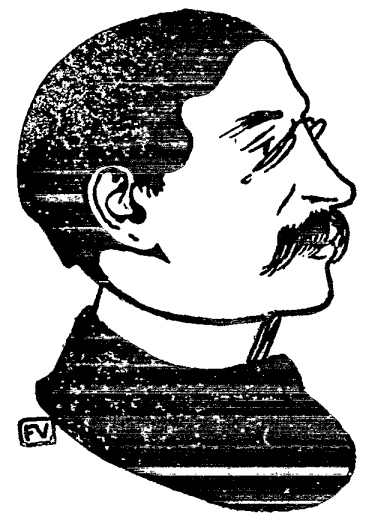
Léon Blum por Félix Vallotton. Retrato aparecido en La Revue Blanche en 1900.

Blum demostró poco interés en la política hasta el Caso Dreyfus, coordinando de 1894 a 1906 a los intelectuales dreyfusards. Es entonces cuando conoce al líder socialista Jean Jaurès, a quien admiraba y con quien funda el diario socialista, L'Humanité, en 1904. Su compromiso con la Sección Francesa de la Internacional Obrera (SFIO) data de esa época.
No es tanto el asesinato de Jaurès en julio de 1914 como el estallido de la Gran Guerra, lo que empuja Blum a tomar un papel más activo en la dirección del partido. De hecho, su colaboración con el ministerio de Marcel Sembat en el marco de l’Union sacrée (Unión sagrada) empieza en agosto de aquel año y finalizará con la dimisión del ministro en 1917. Blum apoya firmemente el esfuerzo de guerra y la política de l’Union sacrée, un pacto nacional para afrontar la guerra, que reunía a los franceses de todas las tendencias políticas y religiosas. El partido socialista estaba dividido sobre la cuestión, pero por mucho que Blum se enfrentaba a los pacifistas, no por ello se identificaba con el ala derecha del partido.

## Dirigente socialista
En 1919 fue elegido miembro del Comité Ejecutivo de la SFIO. En las elecciones generales de aquel año, en las que la derecha se llevó la mayoría de los escaños, es elegido representante por París ante la Asamblea Nacional francesa, escaño que ocupó hasta 1928. Dimite entonces de su puesto en el Conseil d’État y pasa a ocupar la secretaría y luego la presidencia del grupo parlamentario socialista.
Blum había logrado mantener la unidad de los socialistas franceses, divididos entre partidarios y detractores de la Revolución Bolchevique, hasta las elecciones. Pero en el Congreso de Tours de 1920, la mayor parte de la SFIO opta por adherirse a la Tercera Internacional, fundando así el Partido Comunista Francés. Léon Blum se mantiene fiel a la tradición socialista. El periódico L'Humanité pasa a ser órgano del PCF, mientras el periódico Le Populaire, cuya dirección asume Blum en 1921, se convierte en el órgano de prensa de la SFIO.
Después de la escisión del Congreso de Tours, Blum acepta en varias ocasiones acuerdos preelectorales con el Partido Radical, un importante partido de la izquierda moderada en la primera parte del siglo XX. La SFIO apoyará al gobierno del radical Édouard Herriot en 1924, sin llegar a participar directamente en él. En 1928, Blum pierde su escaño de diputado por París frente al comunista Jacques Duclos, y deberá esperar unas elecciones parciales al año siguiente para ser de nuevo elegido, esta vez como diputado por Narbona, en el departamento de Aude.

## El Frente Popular

### Cómo nace
En 1930, la Gran Depresión alcanza Francia y el resto de países de Europa. En 1932, derrotada la derecha parlamentaria, resurge la extrema derecha, que desde principios de los años 20 se componía de organizaciones diversas cuyo denominador común era la denuncia del régimen parlamentario. En cuanto a los socialistas, su política internacional se centraba en la lucha contra el fascismo en torno a dos grandes ejes. Por un lado, una tendencia moderada representada por los británicos, los escandinavos, los checos y los polacos, que querían adaptar el socialismo a las clases medias, y por otro lado, los socialistas italianos, franceses, españoles, belgas y suizos proponían “una táctica revolucionaria de lucha proletaria para la conquista del poder (...)”. Blum recomendaba también insistir sobre los intereses que la clase media y la clase obrera tenían en común.
En 1934, la SFIO y el PCF entablan negociaciones para lograr un compromiso político común que se cierra con un acuerdo el 27 de julio del mismo año. En las elecciones comarcales (élections cantonales) del mes de octubre, los comunistas y los socialistas registran un avance notable en detrimento del Partido Radical. Sin embargo, a raíz de la firma de la alianza franco-soviética en 1935, las divisiones se acentúan entre los partidarios de una guerra antifascista y los partidarios de la paz.
Fue el dirigente comunista Maurice Thorez quien, por primera vez, hizo un llamamiento en el diario L’Humanité a favor de la creación de un amplio “frente popular”. El término había sido acuñado dos años antes por el dirigente comunista Eugen Fried. Unas semanas más tarde, Thorez presenta su proyecto en la Asamblea Nacional, proponiendo incorporar a los radicales que en aquella época se habían aliado con la derecha, pero que tenían el grupo parlamentario más importante de la cámara.
Gracias a aquellos acuerdos, la izquierda ganó los comicios el 3 de mayo de 1936, permitiendo la creación de un gobierno socialista por primera vez en la historia de la III República Francesa. El 4 de junio de 1936, el presidente de la República Albert Lebrun nombra a León Blum presidente del gobierno (Président du Conseil). Este forma un gobierno compuesto de socialistas y de radicales; los comunistas prefirieron no formar parte de él, pero le aseguraron su apoyo desde fuera. Por primera vez en la historia de Francia, ese gobierno incluía a tres mujeres a pesar de que aún no tuvieran derecho a votar.

### Logros sociales
La victoria del Frente Popular se debe a múltiples factores: crisis económica, poder creciente de Adolf Hitler, escándalos financieros, inestabilidad ministerial desde 1932, recrudecimiento del activismo de las ligas de extrema derecha (armadas y cada vez más numerosas) o los disturbios del 6 de febrero de 1934.

#### Acuerdos de Matignon
La victoria de la izquierda despertó en seguida una inmensa ilusión entre los trabajadores. Desde principios de mayo de 1936, nada más conocerse los resultados de las elecciones y antes de que se formase el gobierno, un amplio movimiento de huelgas se extiende por toda Francia, llegando a desbordar el joven gobierno por su ala izquierda. Se calculan unas 12 000 huelgas, 9.000 de ellas con ocupación de fábricas, movilizando a unos 2 millones de huelguistas. Ante el temor de una revolución comunista, los empresarios no se atreven a emplear la fuerza, y bajo la presión del gobierno optan por la negociación. La noche del 7 al 8 de junio de 1936, la organización patronal, la Confederación General de la Producción Francesa (CPGF), y los representantes obreros de la Confederación General de los Trabajadores (CGT) firman los Acuerdos de Matignon, por los que se acuerda una subida generalizada de los salarios, la implantación de las convenciones colectivas y el derecho a la libertad sindical, entre otros.

#### Reducción de la jornada laboral y vacaciones pagadas
Una de las innovaciones más destacadas de Léon Blum es la creación dentro del ministerio de Sanidad de una Subsecretaría de Estado de Deportes y Organización del Ocio, que confía al joven Léo Lagrange. Su misión no se limita a la juventud, sino al conjunto de las clases populares dentro de una política gubernamental que establece por primera vez el ocio como un derecho de los ciudadanos. De hecho, el 11 de junio de 1936, el parlamento acuerda la reducción de la jornada de trabajo fijándola en 40 horas semanales y el 21, el derecho a tener 15 días de vacaciones pagadas al año. Para facilitar los desplazamientos estivales, Léo Lagrange negocia con la compañía de ferrocarriles el establecimiento de un "billete de vacaciones anuales" con un 40 % de reducción. En 1936, 600 000 obreros se marchan de vacaciones; al año siguiente son un millón ochocientos mil.

#### Las nacionalizaciones
A partir del mes de julio, se inicia una política de nacionalizaciones que alcanzará la aeronáutica, el armamento, y los ferrocarriles (la SNCF, sociedad estatal de los ferrocarriles franceses, se crea en 1938). El Banco de Francia no es nacionalizado, pero se extiende el derecho de voto a todos sus accionistas. Se crea también la Oficina Nacional Interprofesional del Trigo (Office national interprofessionnel du blé) para detener la caída del precio de los cereales y proteger así a los agricultores gravemente afectados por la crisis.

### La oposición al Frente Popular
La llegada de Léon Blum al poder desató una ola de antisemitismo sin precedentes. Las calumnias vertidas por la extrema derecha intentaban mermar su credibilidad y ponían en tela de juicio su lealtad a los intereses franceses. Charles Maurras escribió el 15 de mayo de 1936 en el periódico L’Action française: “Es en calidad de judío que hemos de ver, considerar, entender, combatir y abatir a Blum. Este último verbo puede parecer un poco excesivo: me apresuro en añadir que sólo deberemos abatir físicamente a Blum el día que su política nos haya llevado a la guerra impía con la que sueña contra nuestros compañeros de armas italianos. Ese día, es verdad, no podremos fallar.”
Los ataques e insultos afectaban a otros miembros de su gobierno. Una campaña mediática llevada por el partido de extrema derecha Acción Francesa (Action française) empujó al ministro de Interior, Roger Salengro, al suicidio, por mucho que este hubiese conseguido desarmar la trama difamatoria.
La prensa francesa se dividía en dos bandos claramente definidos, estando los medios afines al Frente Popular en franca minoría. La crispación impedía cualquier análisis neutral que sólo se encontraron en la prensa extranjera, en particular la británica. Los enfrentamientos mediáticos dañaron la imagen del Frente Popular y contribuyeron a su descrédito.

### La guerra civil española y el pacto de no intervención
El 20 de julio de 1936, Léon Blum recibe una llamada de ayuda de José Giral, recientemente nombrado Presidente del Gobierno de la República española, a la que responde favorablemente. Pero se ve obligado a retractarse ante la oposición del presidente de la República Albert Lebrun, de los radicales (Édouard Herriot) que amenazaron con retirarse y hacer caer el gobierno, de la derecha francesa, y del Reino Unido. La actitud del gobierno británico fue determinante: este habría afirmado que retiraría su apoyo a Francia frente a Alemania en caso de una intervención en España. Tampoco se puede menospreciar el pacifismo reiterado de la opinión pública francesa desde el final de la Primera Guerra Mundial. Manuel Azaña aduciría durante el exilio que el Comité de No-intervención favoreció la no intervención de la Sociedad de Naciones, verdadera entidad portadora del derecho internacional frente al político.
El gobierno de Neville Chamberlain y las élites británicas veían a España como un país en plena revolución “comunista”. Por otro lado, la tónica general consistía en evitar a toda costa un conflicto con las potencias totalitarias, como se había visto con la pasividad ante la remilitarización de Renania y se demostraría con los Acuerdos de Múnich en 1938. En este contexto, Léon Blum propone un pacto de no intervención firmado por la casi totalidad de los países europeos, y se crea en Londres el Comité de No Intervención para definir las modalidades del embargo sobre las armas destinadas a España.
Pero en 1935, Francia y España habían firmado un acuerdo comercial por el que Francia se comprometía a vender armas a España por valor de 25 millones de libras esterlinas. El embargo era, por lo tanto, un incumplimiento de aquel compromiso firmado mucho antes de que los frentes populares gobernasen.
Es de todos sabido que ni Alemania ni Italia respetaron el embargo. En septiembre de 1936, la URSS denuncia los hechos y empieza a vender armas a la República Española. Frente a esta situación, Léon Blum escoge, en palabras suyas, la “no-intervención relajada”. Respeta oficialmente el embargo, pero cierra los ojos sobre el tráfico de armas que se organiza a lo largo de la frontera con Cataluña. Además, dos ministros del Frente Popular organizan la ayuda clandestina: Jules Moch, secretario general del gobierno, y Pierre Cot, ministro del Aire, ayudado de su jefe de gabinete, Jean Moulin. Cerraban contratos ficticios con México y Lituania, que no habían firmado el pacto de no-intervención, y éstos a su vez revertían las armas a España. En el último trimestre de 1936, se vendieron 124 aviones al Gobierno republicano español.

### Crisis económica en Francia
Si Léon Blum consigue una relativa paz social en toda Francia, su política económica no consigue reactivar la economía francesa seriamente deteriorada por los efectos de la Gran Depresión. Desde 1935, la huida de capitales había mermado las reservas de oro del Banco de Francia, colocando a Francia bajo dependencia británica. En octubre de 1936 el franco es devaluado, lo que transforma la preocupación de la derecha en oposición declarada al gobierno. En febrero de 1937, Blum decide detener las reformas sociales, por lo que fue criticado por el ala izquierda de la SFIO y del PCF.
En junio de 1937, Léon Blum presenta su dimisión. Le sucede el radical Camille Chautemps, que intenta tímidamente proseguir con las reformas sociales. La agravación de la situación económica (agravación del déficit presupuestario) le obliga a dimitir en marzo de 1938. El presidente de la República, Albert Lebrun, llama de nuevo a Léon Blum que forma gobierno con Pierre Mendès France como subsecretario de Hacienda, e intenta conseguir los plenos poderes financieros para atajar la crisis económica. Ante la negativa del senado, Blum dimite al cabo de tres semanas. Le sucede el radical Édouard Daladier con el que acaba definitivamente el periodo conocido como Frente Popular.

## Blum y los acuerdos de Múnich
El 30 de septiembre de 1938, Daladier firma los acuerdos de Múnich como representante del Estado francés. La postura de Léon Blum al respecto es controvertida. En aquella época no tenía ninguna función de gobierno: era presidente del grupo parlamentario de la SFIO y el principal columnista del periódico Le Populaire. En un principio, a pesar de haber manifestado cierto escepticismo, Blum cede ante la alegría generalizada, incluso la de su propio partido, ya que todos pensaban haber logrado la paz para Francia. Pero pronto recuperará su actitud intransigente frente a los fascismos y luchará sin descanso a favor del rearme de Francia frente a la amenaza nazi, aunque esto le costase profundas divisiones en el seno de su propio partido.

## La Segunda Guerra Mundial
Léon Blum desaprobará la actitud del Partido Comunista Francés ante el Pacto germano-soviético, firmado en 1939. Dicho pacto provocará el abandono de numerosos comunistas que se pasaron al SFIO. Por otro lado, la postura de Blum le atraerá las críticas de un buen número de socialistas que le reprochaban su actitud no pacifista.
Cuando la Asamblea nacional aprueba la concesión de los plenos poderes al mariscal Philippe Pétain en julio de 1940, Blum es uno de los 80 parlamentarios que votan en contra. En aquella época, muchos miembros de la SFIO ya se habían refugiado en Inglaterra.
Pétain crea en seguida la Corte suprema de justicia para buscar a los responsables políticos de la derrota francesa. Blum es arrestado en septiembre de 1940 y encarcelado en el castillo de Chazeron y en Bourassol, en el departamento de Puy-de-Dôme. Es llevado a juicio en febrero de 1942, junto con Edouard Daladier, Georges Mandel, Paul Reynaud y Maurice Gamelin, en lo que se conoce como el juicio de Riom. Su defensa, al igual que la de Daladier, fue tan hábil y valiente que el juicio fue suspendido sin llegar a reanudarse. La acusación les reprochaba que las reformas sociales del Frente Popular hubiesen impedido el rearme del país, lo que había conducido a la derrota de junio de 1940. Más allá de esta acusación, se pretendía responsabilizar al sistema político de la Tercera República del derrumbe del ejército francés para legitimar así el régimen de Vichy. Blum demostró que el rearme nunca había sido tan fuerte como bajo el Frente Popular, a diferencia de los gobiernos anteriores de los que uno había tenido al mariscal Pétain como ministro de la Guerra.
Blum y Daladier son trasladados a la fortaleza del Portalet, en el Pirineo francés. En 1943, Pierre Laval entrega a Blum a los nazis que le deportan a Buchenwald, en un anexo a poca distancia del campo de concentración. Su hermano, René Blum, fundador del Ballet de la Ópera de Montecarlo, morirá en el campo de concentración de Auschwitz.
Durante su cautividad, Blum mantiene una importante correspondencia y escribe en 1944 la obra À l’échelle humaine (Con sentido humano en la edición española, A la medida del hombre en la edición argentina), un análisis crítico de su trayectoria política. La obra fue sacada clandestinamente de la cárcel y fue publicada en 1945.
Poco se sabe de la vida sentimental de Léon Blum. Se casó tres veces. Su última pasión, Jeanne Reichenbach, llamada cariñosamente Janot, consiguió de Pierre Laval la autorización de reunirse con su amado para compartir su cautiverio. Se casaron en Buchenwald.

## Posguerra

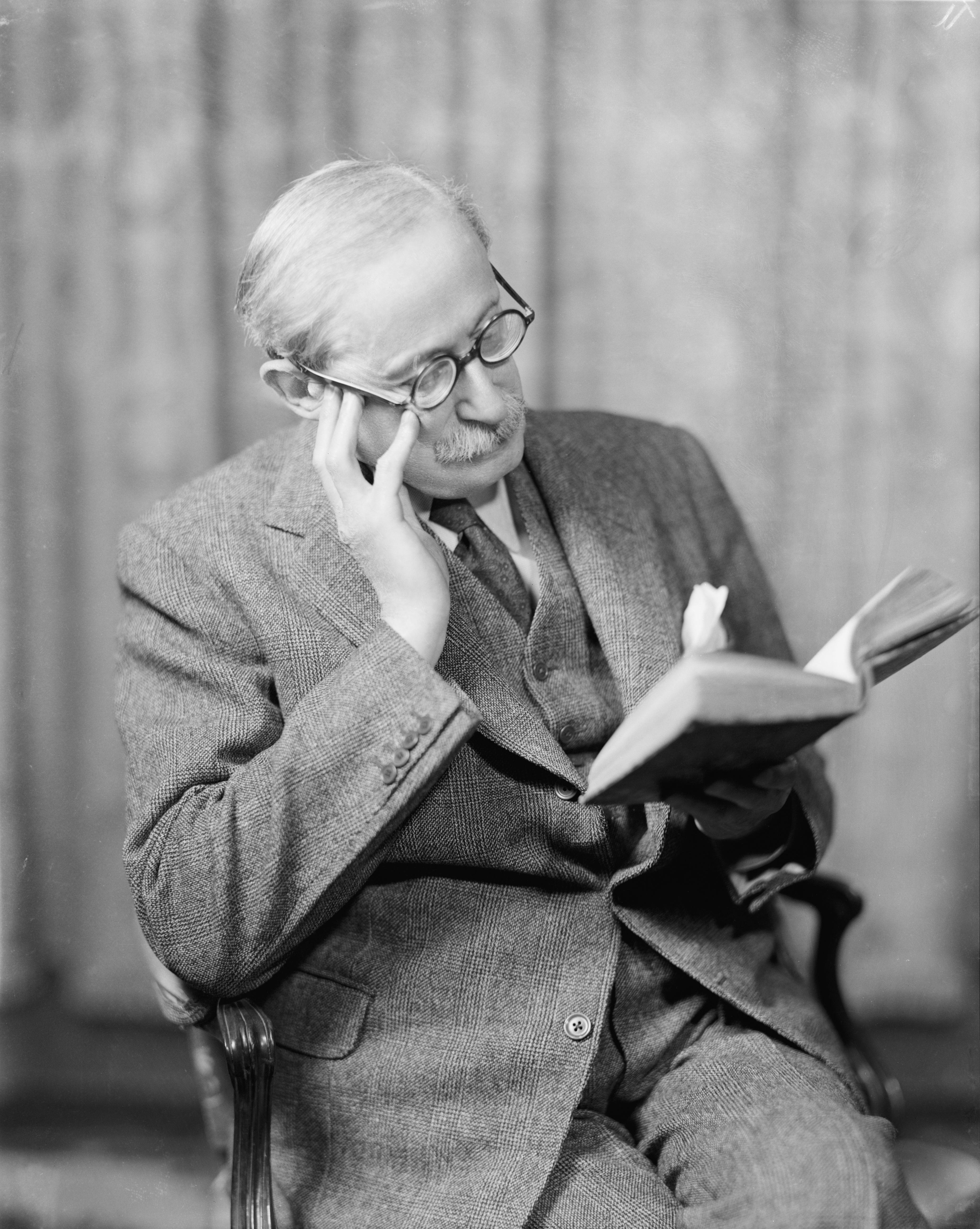
Léon Blum (1947).

En abril de 1945, Léon Blum y Janot, su mujer, fueron trasladados en un convoy de prisioneros que, después de errar durante un mes, llegó a Villabassa en la región Trentino-Alto Adigio de la provincia italiana de Bolzano (Tirol del Sur), donde los encontraron los soldados estadounidenses.
Después de la liberación de Francia, rechazó un puesto de ministro ofrecido por el general Charles de Gaulle, y reanudó con su labor de columnista en el periódico Le Populaire.
Fue jefe de la delegación francesa y presidente de la conferencia constitutiva de la Unesco. Negoció la cancelación de la deuda de Francia con los Estados Unidos, lográndolo en los acuerdos Blum-Byrnes, firmados en mayo de 1946. A cambio, Byrne exigió que se abriesen las salas de cine francesas a las películas estadounidenses, lo que facilitaría la introducción del concepto del "American Way of Life" en la cultura popular francesa.
Léon Blum dirigió el último gobierno provisional antes de la instauración de la Cuarta República, de diciembre de 1946 a enero de 1947. En esos dos meses, ejerció de hecho funciones equivalentes a las de jefe de Estado.
Se retiró en Jouy-en-Josas (cerca de Versalles), donde murió de un infarto el 30 de marzo de 1950 a los 77 años. Fue director político de Le Populaire hasta su muerte.

## Un ferviente defensor de la causa sionista
Léon Blum fue, a lo largo de su vida política, particularmente con su amigo y colaborador André Blumel, un activo simpatizante del sionismo, no viendo en eso «ninguna posible colisión en su triple cualidad de socialista, francés y judío».
Léon Blum pronunció este vibrante acto de fe: «Judío francés, nacido en Francia de largos y continuados antepasados franceses, hablando sólo la lengua de mi país, alimentado principalmente de su cultura, negándome a separarme hasta en la hora dónde yo corría los más grandes peligros, participó, sin embargo, al esfuerzo admirable —milagrosamente transportado plan de sueño en términos de la realidad histórica— que les asegura en lo sucesivo una patria digna y también libre a todos los judíos que no tuvieron como yo la buena fortuna de encontrar su patria [...] Siempre me he sentido orgulloso y me siento más que nunca solidario».
En 1919, interviene para influir en la posición diplomática francesa sobre el «Hogar Nacional Judío» en el Mandato Británico de Palestina aprobado por las autoridades del Reino Unido. En 1928, en cooperación con grandes líderes inspirados, como Arthur Rubinstein y Eduard Bernstein, creó el «Comité Socialista de Palestina»". En 1929, se incorporó a la Agencia Judía para Palestina, como representante de la izquierda no sionista y exalta ante el «Congreso de Zúrich» de esta organización, el espíritu del pueblo judío. En reconocimiento a su contribución a la causa sionista, fue fundado en 1937 Kfar Blum (Pueblo Blum), un kibutz en la Galilea.
A partir de 1945, es, en sus funciones políticas y gubernamentales, un activo artífice para el reconocimiento internacional de Israel. Cerca de Jaim Weizmann, primer Presidente de Israel, participó en la construcción de la alianza diplomática, económica, militar y tecnológica que unen la IVª República de Francia y el Estado judío.

## Obras de Léon Blum
- Nouvelles conversations de Goethe avec Eckermann, 1901
- Du mariage, 1907
- Stendhal et le beylisme, 1914
- Bolchévisme et socialisme, Librairie populaire, 1927
- Souvenirs sur l'Affaire, 1935. Gallimard, Coll. « Folio Histoire », 2001
- La Réforme gouvernementale, 1936
- Pour être socialiste
- Con sentido humano, versión española de la obra À l’échelle humaine, prólogo y apéndices de Luis Hernández Alfonso, Javier Morata Editor, Madrid, 1946 (Col. Al servicio de la Historia – Temas de nuestro tiempo, IV)
- A la medida del hombre, versión argentina de la obra À l’échelle humaine, Alda editores, 1946
- L'Histoire jugera, 1945
- Le Dernier mois, Ed. Diderot, 1946
- Révolution socialiste ou révolution directoriale ?, Spartacus, 1947
- Discours politiques, 1997

## Blum en la ficción
- Thérèse et Léon, de Claude Goretta con Claude Rich (Léon), Dominique Labourier (Thérèse), 88 minutos, seguido de audio "Compléments audios" -De quoi est né le socialisme ? por Léon Blum, mayo de 1929 & -Chanson de grève par Le Fantaisiste Champi, mayo de 1936. Éditions Montparnasse. Lanzado en 2000, y DVD en 2005.
- Une amitié espagnole, Ilan Greilsammer, Grasset, 2010
- L'Affaire Salengro

### Biografía
- Jean Lacouture, Léon Blum, Seuil, 1977, reed. « Points », 1979
- Ilan Greilsammer, Blum, Flammarion, 1996
- Serge Berstein, Léon Blum, Fayard, París, 2006
- Philippe Bauchard, Léon Blum, Le pouvoir pour quoi faire, Librería Arthaud, París, 1976
- Joël Colton, Léon Blum, Editorial Arthème Fayard, colección « Marabout Université », París, 1967
- André Donneur, « Léon Blum et les leaders austromarxistes de l’internationale » in Liliane Perrein (ed.), Léon Blum, socialiste européen, Ediciones Complexe, Bruselas, 1995
- Georges Ferré, Blum, un Parisien dans les vignes, Ed. Loubatières
- Benoît Yvert (dir.), Premiers ministres et présidents du Conseil. Histoire et dictionnaire raisonné des chefs du gouvernement en France (1815-2007), Ed. Perrin, París, 2007

### La política de Léon Blum
- Robert Frank, Le Prix du réarmement français. 1935-1939 (thèse de doctorat), Publications de la Sorbonne, 1982
- Jean-Michel Gaillard, Les 40 jours de Blum, éd. Perrin, 2001.
- Jules Moch, Rencontres avec Léon Blum, éd. Plon, 1970 ; Le Front populaire, grande espérance, éd. Perrin, 1971
- Pierre Renouvin et René Rémond (dir.), Léon Blum, chef de gouvernement. 1936-1937. Actes du colloque, éd. Armand Colin, 1967.
- Danielle Tartakowsky, Le Front populaire : la vie est à nous, éd. Gallimard, 1996
- Michel Winock (dir.), Les Années trente. De la crise à la guerre, éd. du Seuil, « Points », 1990
- Gilbert Ziebura, Léon Blum et le Parti socialiste, Presses de la Fondation nationale des sciences politiques, 1967

### El Frente Popular
- Louis Bodin, Jean Touchard, Front Populaire, 1936, París, Librairie Armand Colin, 1972
- Guy Bourdé, La défaite du Front Populaire, París, Maspero, "Bibliothèque socialiste", 1977
- Jean-Paul Brunet, Histoire du Front populaire (1934-1938), París, Presses Universitaires de France, 1991
- Jean-Pierre Rioux, Révolutionnaires du Front populaire, París, Union générale d'Éditions, 10-18, 1973
- Serge Wolikow, Le Front populaire en France, Bruselas, Éditions Complexe, 1996

### Otros
- Éric Agrikociansky, Les partis politiques en France au XXe siècle, París, Armand Colin, 2000
- Pierre Birnbaum, Un mythe politique : « La République juive » de Léon Blum à Pierre Mendès France, París, Fayard, 1988
- René Rémond, La République souveraine, París, Fayard, 2002
- Sagnes, Jean (1991). «Le refus républicain: les quatre-vingts parlementaires qui dirent "non" à Vichy le 10 juillet 1940». Revue d'histoire moderne et contemporaine 38 (4): 555-589. ISSN 0048-8003.
- Olivier Wieviorka, Les orphelins de la République, París, Éditions du Seuil, 2001
- Damon Mayaffre, Le poids des mots. Le discours de gauche et de droite dans l'entre-deux guerres. Maurice Thorez, Léon Blum, Pierre-André Flandin et André Tardieu (1928-1939), París, Honoré Champion, 2000, pp. 166–219 et pp. 483–544.